# Danville (Pennsylvania)
Danville is een plaats (borough) in de Amerikaanse staat Pennsylvania, en valt bestuurlijk gezien onder Montour County.

## Demografie
Bij de volkstelling in 2000 werd het aantal inwoners vastgesteld op 4897. In 2006 is het aantal inwoners door het United States Census Bureau geschat op 4574, een daling van 323 (-6,6%).

## Geografie
Volgens het United States Census Bureau beslaat de plaats een oppervlakte van 4,1 km², geheel bestaande uit land. Danville ligt op ongeveer 179 m boven zeeniveau.

## Plaatsen in de nabije omgeving
De onderstaande figuur toont nabijgelegen plaatsen in een straal van 12 km rond Danville.